# Lubinka (přítok Plesné)
Lubinka (německy Schönbach) je levostranný a celkově největší přítok říčky Plesné v okrese Cheb v Karlovarském kraji. Délka toku činí 11,8 km. Plocha povodí měří 28,3 km².

## Průběh toku
Pramení ve Smrčinách severozápadně od Lubů nedaleko česko-německé hranice v nadmořské výšce 628 m. Pramen se nachází v přírodním parku Kamenné vrchy, přibližně po 250 metrech dospěje potok k hranici s přírodním parkem Leopoldovy Hamry. Po celé své délce toku teče převážně jižním až jihovýchodním směrem. Protéká městem Luby a obcí Nový Kostel. Ještě před Novým Kostelem přitéká do Chebské pánve. Vlévá se do Plesné zhruba 1 km jihovýchodně od Hrzína v nadmořské výšce 449 m.

### Větší přítoky
- levé – Opatovský potok

## Vodní režim
Průměrný průtok u ústí činí 0,25 m³/s.